# Anticolonialisme
 (juin 2022).
 (juin 2022).
L'anticolonialisme est à la fois un courant de pensée, un ensemble d'attitudes politiques et philosophiques, ainsi qu'un répertoire d'actions et d'organisations collectives dont le but est la remise en cause des principes, modalités et conséquences socio-économiques du système colonial. Si le terme tel quel n'est apparu qu'au début du XXe siècle, une critique intellectuelle et philosophique de la colonisation se fait jour dès la période des Grandes découvertes, notamment sous la plume de théologiens humanistes, consécutivement à la rencontre des Européens avec les peuples autochtones d'Amérique et d'Afrique subsaharienne. La conquête, la réduction en esclavage, la conversion religieuse et l'exploitation de ces espaces humains et matériels donna naissance à de profonds clivages et controverses sur la légitimité du système colonial, reposant entre autres sur une classification hiérarchisée de l'espèce humaine entre « races inférieures » et « races dominantes ».

## Genèse au cours la Renaissance

### La bulleInter caeteraet ses conséquences
Les premières années de l'expansion européenne outre-mer sont l'objet de fortes tensions géopolitiques entre puissantes exploratrices, notamment au sein de la péninsule ibérique (royaumes de Castille et d'Aragon, puis royaume d'Espagne, et Royaume de Portugal). Pour normaliser les relations entre puissances au sein de ces espaces nouveaux, ainsi que les attitudes politiques à privilégier, les autorités religieuses adoptent rapidement une position relevant de la conquête des âmes, notamment le pape Alexandre VI Borgia, auteur de la bulle Inter caetera, en 1493, précédant de peu le traité de Tordesillas. Le texte incite Portugais et Espagnols partis vers le Nouveau Monde à faire en sorte que « la loi catholique et la religion soient exaltées et partout amplifiées et répandues […] et que les nations barbares soient subjuguées et réduites à la foi ».
Progressivement, chefs d’États et relais des pouvoirs impériaux à l'échelle locale déploient des politiques coloniales dont le but est le contrôle et l'exploitation des terres et des hommes, leur conversion religieuse et, le cas échéant, la réduction en esclavage de populations. Ce fait colonial s'accompagne rapidement de la mise au point d'une doctrine théorique, qu'on peut appeler le colonialisme. En réaction, une critique du colonialisme émerge. Elle s'appuie principalement sur des questions politiques, morales, religieuses. À chaque forme de politique coloniale correspond un discours anticolonialiste ad hoc variant en fonction du contexte historique.
À l'époque de l'expansion européenne outre-atlantique, ce sont les théologiens du début du XVIe siècle qui se saisissent de ce texte pontifical, tout autant qu'ils prennent conscience des effets de la rencontre culturelle et humaine que constitue le décloisonnement de la fin du XVe siècle. Parmi ces théologiens, trois principaux, Juan Ginés de Sepúlveda, Bartolomé de Las Casas et Francisco de Vitoria, vont s'illustrer autour d'un débat politique et ontologique : la mission de subjugation par la foi peut-elle se faire au prix de l'oppression d'un peuple par un autre ? Existe-t-il un droit de colonisation fondé sur l'infériorité présumée des peuples rencontrés ? Pour Sepulveda, la domination coloniale relève du devoir du croyant. Il prêche l'idée que la guerre contre eux est juste, en raison de leur idolâtrie, des sacrifices qu'ils commettent. Il soutient que si ces hommes étranges sont à ce point tenus dans cette position inférieure, c'est car ils sont l'objet d'un châtiment de Dieu[réf. nécessaire].

### Les théologiens confrontés à la vie des indigènes
Le plus renommé des théologiens humanistes ayant lutté contre la politique coloniale ibérique fut Bartolomé de las Casas. Il s’engage au cours de sa vie en Amérique dans une longue quête au cours de laquelle il effectua plus d'une dizaine de voyages entre l'Europe et les Amériques, dans des conditions épouvantables, afin de rapporter en Europe les témoignages des atrocités commises par les administrateurs et combattants ibériques par-delà l'océan. Il cherche à la fois à préserver les intérêts de la couronne qu'il sert et la vie des indigènes dont il constate les conditions de vie épouvantables.
Selon Las Casas, Indiens et colons sont liés. En effet, les Espagnols ont besoin de main d’œuvre pour s’enrichir et ils doivent en prendre soin pour qu’ils travaillent. Or la population baisse à vue d’œil, il y avait environ 1 100 000 Indiens en 1492, il n'en reste que 16 000 en 1516 selon l’homme d’église. Il chercha donc à s’adresser directement au roi Ferdinand II d'Aragon mais celui-ci meurt en 1516 laissant le trône à son petit-fils, Charles Ier âgé de seize ans. Il se voit alors opposé au régent, qui ne s’intéresse pas à ce combat et se retourne vers le Cardinal Cisneros, ancien confesseur d’Isabelle la Catholique, qui le soutient, ainsi qu’Adrien, le précepteur du jeune roi Charles Ier et futur pape Adrien VI.
Il rédige un plan de réformes intitulé le « Mémoire des quatorze remèdes » où il prône :
- la fin des encomiendas,
- la réglementation du travail,
- la fin des travaux forcés,
- l'envoi de fermiers espagnols avec leurs familles pour exploiter en commun des terres avec les Indigènes,
- la destitution des administrateurs en place,
- de combiner évangélisation et colonisation,
- de prendre des Noirs comme esclaves pour compenser la mortalité des indigènes (Las Casas prendra conscience de son erreur lorsqu'il connaîtra les conditions de la guerre menée en Afrique. Il prendra alors la défense des Noirs aussi bien que des Indios et se repentira jusqu'à la fin de ses jours de cette erreur[3]).

En 1516, il est nommé « procureur et protecteur universel de tous les Indiens des Indes » et est mis à la tête d’une commission d’enquête aux « Indes » avec des Ermites de saint Jérôme, membres d'un ordre espagnol important, mais qui se laissent influencer par les colons et rejettent Las Casas l’accusant de ne pas voir l’intérêt économique de la politique actuelle dans les « Indes ». En 1517, il rentre en Espagne pour se justifier.
De 1517 à 1519, il est à la cour chargé de « remédier aux maux des Indiens ».
En 1519, à la mort de son grand-père paternel Maximilien Ier du Saint-Empire et après une lutte farouche avec le roi François Ier de France, Charles Ier d'Espagne est élu empereur sous le nom que retiendra l'Histoire : Charles Quint.
Casas s’oppose alors à l’évêque Juan de Quevedo sur le sort des indigènes et sort vainqueur du débat devant l’Empereur.
Il prend conscience que les îles des Caraïbes sont perdues, puisque tous les indigènes qui y vivaient sont soit morts soit esclaves. Mais il ne veut pas que ce phénomène se reproduise sur les terres en découverte et demande un secteur de conquête et de conversion pacifique avec des Dominicains et des Franciscains. Au Conseil des Indes, institution créée en Espagne pour rédiger les lois propres aux « Indes » et contrôler les colonies, Las Casas obtient du roi le pouvoir d’exercer les pressions nécessaires pour obtenir cette terre de paix.
Il s’appuie sur les évangiles, « Rien n’est bon que ce qui est libre… que personne ne contraigne les infidèles à croire », et fait cinq propositions :
- le prédicateur doit apparaître comme une personne qui ne veut pas asservir ses auditeurs mais qui suit le modèle du Christ, prêt à mourir pour ses frères,
- il ne doit avoir aucune intention de posséder des richesses,
- il doit être doux, affable, pacifique, bienveillant, écouter avec respect et plaisir la doctrine,
- sa vie et son comportement doivent être en accord avec ce qu’il enseigne (le Christ),
- les auditeurs voyant l’action du maître se convertiront d'eux-mêmes,
- les conquistadores et les faux évangélisateurs doivent se convertir.

Le 20 janvier 1531, Las Casas écrit une lettre au Conseil des Indes car, devant l’extension du mouvement colonial et des nouvelles conquêtes tel que le Guatemala, le Mexique, le Chili, le Pérou qui s’accompagne du développement de l’encomienda, il voit un monde plus vaste pour les prédicateurs, mais un monde condamné à mort. C’est une lettre passionnée, dure et violente pour marquer la métropole. Il veut évangéliser quand il dit « la foi pourrait sans grands efforts être exaltée et diffusée parmi ces peuples païens ». Il s’appuie sur le testament d’Isabelle la Catholique en 1503 qui oblige l’évangélisation dans le respect des personnes. Il utilise un ton de réquisitoire en disant que si le Conseil était sur place il agirait différemment et que des hommes de confiance sont nécessaires sur place tout en demandant pourquoi les envoyés de la « sainte Espagne » font tant preuve de violence. Si Las Casas n’y refuse toujours pas le principe de colonisation, il veut pacifier le continent par des protecteurs, les « Caballeros ». Pour lui, il y aura reconnaissance du roi quand il y aura reconnaissance de Dieu et qu'ainsi les indigènes paieront avec plaisir un impôt d’une valeur d’un joyau.
De 1536 à 1540. Las Casas arrive au Nicaragua avec deux disciples nommés Angulo et Ladrada et assiste à Granada au départ des esclaves pour les mines du Pérou. Ils meurent en masse sur les routes. Las Casas ne le supporte pas et, alors qu’il prépare une prédication sur l’évangélisation pacifique, le gouverneur prépare une attaque contre les tribus insoumises et lui propose de s’y joindre comme aumônier. Las Casas manifeste et s’insurge contre une telle proposition et menace d’excommunier tous ceux qui s’engageraient dans une telle lutte. Au bout de dix mois, la situation est intolérable et il doit partir.
Ils vont à Santiago au Guatemala où ils ont l’appui de l’évêque Maroquin qui a appris le Quechua. En 1537, en métropole, les colons sont mis en cause par toute l’église à la suite de la promulgation de la bulle Sublimis Deus qui reconnaît l’humanité des Indiens. D’ailleurs, l’année précédente, la réapparition en Floride du trésorier de Narvaez et de trois de ses commandants après neuf ans de disparition grâce aux indigènes appuie les thèses des indigénistes.
Devant cette levée de boucliers, les colons défient Las Casas d’évangéliser la « Terre de Guerre », un territoire non conquis. Le prêtre obtient alors du gouverneur cinq ans sans conquêtes dans ce territoire, seuls les religieux y sont autorisés. En deux ans seulement quatre caciques (chefs de tribus) sont baptisés aux abords de la zone.
Il retourne en Espagne en mars 1540. Son but est de recruter de nouveaux missionnaires. Il part avec plusieurs lettres de recommandation. Il se fera remplacer dans cette tâche par Louis Cancer. À son arrivée en Espagne, Charles Quint est en Flandres, et en attendant son retour, Las Casas étudie à Salamanque notamment.
Il y rencontre le père Francisco de Vitoria (1480-1546) un théologien-juriste de Salamanque, créateur du droit international moderne. Ce dernier commente saint Thomas d'Aquin et aboutit à des idées proches de celles des siennes sur l’évangélisation des Indes en opposition à l’impérialisme. Dans son De Indis, Vitoria exprime son point de vue sur les nombreux excès commis par les conquistadors espagnols en Amérique. Il affirme que les Indiens ne sont pas des êtres inférieurs, mais possèdent les mêmes droits que tout être humain, et sont les légitimes propriétaires de leurs terres et de leurs biens. Avec Bartolomé de Las Casas, ils exercent progressivement leur influence auprès de Charles Quint lors de l'adoption des Nouvelles Lois sur les Indes, qui placent les Indiens sous la protection de la Couronne. Il est l'un des principaux théoriciens de la guerre juste. Dans De jure belli, il étudie les limites de l'usage de la force pour régler les querelles entre peuples. Il est licite de faire la guerre, mais elle ne peut être déclenchée que pour répondre de manière proportionnée à une atteinte. Ainsi, il n'est pas licite de faire la guerre en raison de divergences religieuses, ou pour annexer un territoire.
C’est à cette époque que Las Casas écrit la « Brevísima relación de la destrucción de las Indias » où il explique que les Indiens sont bons, gentils, ouverts. Ce sont des brebis dont l’Église et l’Empereur sont les pâtres et les conquistadores des loups. Il retranscrit des témoignages, par régions conquises, parmi lesquelles Hispañola, Cuba, la Terre Ferme, la Nouvelle-Espagne et ainsi de suite, pour toutes les provinces des colonies espagnoles. Il y présente les cruautés dont sont victimes les indigènes et les structures qui les exploitent.
Le 26 janvier 1542, Las Casas est introduit auprès de Charles Quint. L’Empereur est indigné par le résumé de la « Brevisima » et réforme le Conseil des Indes. Treize hommes en commission sont chargés d’une nouvelle législation. La première session est présidée par l’Empereur et Las Casas. En novembre 1542 sont rédigées les « lois Nouvelles » qui se composent de quarante articles qui peuvent se diviser en quatre dispositions principales : elles proclament :
- la liberté naturelle des Indiens et obligent la remise en liberté des esclaves ;
- la liberté du travail, limitent les charges et interdisent les pêcheries de perles ;
- la liberté de résidence et la libre propriété des biens, punissant ceux qui seront violents ou agressifs envers les Indiens ;
- elles abolissent le système des encomiendas.

En 1547, Las Casas rentre définitivement en Espagne, à l’âge de 63 ans. Il ne rentre pas pour sa retraite mais pour continuer le combat depuis le Vieux Continent. Francisco de Vitoria mort en 1546, Las Casas continue sa lutte pour une conquête pacifique par l’évangile avec comme modèle la « Vera Paz ». Il s’installe au couvent dominicain de Valladolid où il mène une vie de recueillement, de silence, de travail et de prières. Il reste cependant proche de la cour, non loin des maîtres de théologie et des docteurs de Salamanque. De 1550 à 1551, Las Casas soumet une défense soutenue des droits des Amérindiens à Valladolid, afin de contrer les arguments avancés par son adversaire de taille Sepúlveda. À la suite de la célèbre controverse avec Sepúlveda au sujet de la légitimité des guerres de conquête, Bartolomé de las Casas présente ses « Trente propositions très juridiques ». Ces « Trente propositions juridiques » sont un traité de droit chrétien adressé au Conseil des Indes, dans lequel il affirme que les guerres au nouveau monde ont été injustes et qu’il faut libérer les esclaves. Il se justifie par le traité de Tordesillas de 1494 où l’autorité du roi se fait par l’accord des Caciques.
En 1550, il demande à être déchargé de ses obligations épiscopales et se rend à Séville afin de s'occuper de l'envoi de religieux dominicains. Il est d’abord chargé de recruter des missionnaires franciscains, dominicains ou augustins, ce qui lui permet de circuler à travers les différents couvents. Mais cette tâche ne lui suffit pas, il pense que pour que sa doctrine soit efficace, il lui faut l’enseigner lui-même. Il fait alors publier son « Manuel du confesseur » et, pour que ses missionnaires ne soient pas corrompus au Nouveau Monde.

## La Révolution française et les idéaux des Lumières

### Libéralisme et mercantilisme
À chaque étape de l'histoire coloniale correspond un certain type d'anticolonialisme. Au siècle des Lumières, l’anticolonialisme n’est pas une doctrine homogène : le colonialisme est dénoncé pour des raisons qui peuvent être philosophiques, morales ou économiques et les partisans de l’anticolonialisme ne dressent pas les mêmes analyses politiques . Parmi les auteurs concernés figure Denis Diderot et son Supplément au Voyage de Bougainville, qui est une réécriture du Voyage de Bougainville. Il n'existe pas encore alors d'empire colonial formel et la critique porte donc de ce fait sur les migrations elles-mêmes ainsi que sur leurs conditions .

### La révolution française
Les révolutionnnaires français au nom de la déclaration des droits de l'homme et du citoyen se placent surtout sous le signe du combat contre l'esclavage colonial des Noirs et pour la défense  des hommes de couleur libres, discriminés par les blancs. Mais rares sont ceux qui tels que Marat en décembre 1791 et Garran_Coulon en février 1792 vont plus loin et défendent leur droit à l'indépendance des colonies . Le plus souvent l'indépendantisme relève d'une autre logique. Lorsque Dupont de Nemours puis Robespierre s'écrient le 13 mai 1791 "périssent les colonies" ils entendent réagir au chantage des colons blancs qui menacent de faire sécession au cas où l'assemblée constituante abolirait totalement ou partiellement leur domination sur les Noirs. Ils réagissaient à la circulation depuis la veille d'une liste comprenant leurs noms et plusieurs autres centaines de députés de sensibilité politique et d'origine sociale très diverses, accusés par les ségrégationnistes Blancs d'avoir voulu la fin des colonies en votant l'intégration à la nation française des hommes de couleur libres. Citons les plus marquants : Jérôme Pétion, François Buzot, l'abbé Henri Grégoire, le marquis de Lafayette, Emmanuel Sieyés, François Boissy d'Anglas, Armand Camus, Prieur de la Marne, Bertrand Barère, Adrien Duport, Marc Vadier, Voulland, Lanjuinais, l'évêque Talleyrand, Thomas Lindet, Pierre Durand de Maillanne, Louis Roederer, Rabaut-Saint-Etienne, Antoine Destutt de Tracy, François Anthoine, Jean-Adam Pflieger, Christophe Saliceti, Louis Monneron, Mathieu de Montmorency-Laval, Paul-Victor de Sèze  ainsi que les deux cultivateurs de l'assemblée : Michel Gérard, Martin Gombert . Pourtant aucun d'eux n'a jamais clamé - du moins avant l'indépendance en 1804 de Saint-Domingue- que les colonies américaines de la France devaient un jour se séparer de la métropole. Même après le décret du 16 pluviôse an II-4 février 1794 promulgué par la Convention nationale – après interventions notables de Louis Dufay, René Levasseur, Jean-François Delacroix et Danton – qui abolissait l'esclavage dans toutes les colonies françaises. Il donnait à tous leurs habitants les titres de citoyens à part entière, électeurs et éligibles de l'Empire, et les mettait ainsi à égalité avec les citoyens de la France continentale. L'indépendance de Saint-Domingue, la colonie la plus grande et la plus peuplée, allait modifier les données du problème pour un des survivants de cette liste sous l'Empire et sous la Restauration. Ainsi en est-il de l'abbé Grégoire qui défend alors le droit à l'autodétermination de l'ancienne colonie désormais affranchie de la domination des Blancs après que Napoléon Bonaparte ait tenté de rétablir leur aristocratie coloniale d'ancien Régime.

### Sous laIIIeRépublique
Le développement considérable des empires coloniaux au XIXe siècle entraîne un essor de la réflexion anticolonialiste. Le discours colonialiste est alors guidé par la volonté d'apporter le progrès de la civilisation aux «races inférieures », en particulier pour les courants républicains. Ainsi, Jules Ferry déclarait : « il faut dire ouvertement que les races supérieures ont un droit vis-à-vis des races inférieures. Je répète qu’il y a pour les races supérieures un droit parce qu’il y a un devoir pour elles. Elles ont le devoir de civiliser les races inférieures ». Georges Clemenceau lui répond vertement à la tribune trois jours plus tard. Jules Ferry perdra son siège peu après.
En 1925, Léon Blum fait un discours devant la Chambre des députés critiquant le colonialisme comme étant de l'impérialisme et donc à repousser : « Vous vous méprenez, Il y a au moins dans cette Chambre un parti qui est resté hostile dans son fond même à la politique colonialiste, c'est le nôtre. Je dois le déclarer en son nom, nous sommes par principe, par tradition, des adversaires du colonialisme. (applaudissement à l’extrême gauche) Nous considérons que, dans l'état actuel de la société, le colonialisme est la forme la plus redoutable, la plus pernicieuse de ce qu'on appelle d'un mot par trop courant et qui cependant à un sens, l'impérialisme, c'est-à-dire l'instinct ancien, probablement naturel, qui pousse toute nation à étendre le plus loin possible son imperium, sa domination, sa puissance. (Mouvements divers) Nous sommes les adversaires du colonialisme en tant qu'il est la forme moderne de cet impérialisme. »
La parole est donnée à d'autres députés puis lui est redonnée :
M. Léon Blum. « Notre proposition de principe au colonialisme ne se fonde pas sur les raisons qu'invoquaient autrefois contre Ferry, par exemple, les radicaux clemencistes. Non, elle n'est pas de cette nature. Elle se fonde sur la raison essentielle que je viens d'exposer. Tous tant que nous sommes, nous avons trop l'amour de notre pays pour ne pas désirer l'expansion de la pensée. Tous, nous souhaitons le développement, la propagation de la pensée française, de la civilisation française. Mais nous n'avons jamais admis et je suis sûr que nous n'admettrons jamais que l'occupation militaire soit le véhicule sûr et fécond soit de la pensée, soit même de la force colonisatrice. (Applaudissements à l'extrême gauche.) La pensée de la France, la civilisation française, c'est par d'autres moyens que nous voulons la voir s'étendre dans le monde. Nous admettons qu'il peut y avoir non seulement un droit, mais un devoir de ce qu'on appelle les races supérieures, revendiquant quelquefois pour elles un privilège quelque peu indu, d’attirer à elles les races qui ne sont pas parvenues au même degré de culture et de civilisation… »
M. Gratien Candace. « Qui sont attardées. »
M. Léon Blum. « … et de les faire bénéficier par une sorte de devoir, de solidarité et de protection humaine de ce qu'elles-mêmes ont pu conquérir par l'effort de la science, de l'industrie et de la pensée. Mais, à notre sens, ce devoir ne doit s'exercer que par l'influence, par l'attrait, par la conscience donnée aux races dites inférieures du bienfait matériel ou moral que nous leur apportons. Le colonialisme de guerre qui s'installe par l'occupation et par la conquête, est quelque chose que nous avons toujours repoussé et que nous continuerons à repousser. ».
C'est alors généralement dans les milieux libéraux que se trouvent les opposants à la colonisation. Ils s'opposent en particulier à cet argument selon lequel il faut apporter la liberté par la force. Yves Guyot écrit ainsi : « Il est étrange qu'il faille employer le canon contre les opprimés pour les délivrer de leurs tyrans ». Ils s'opposent au colonialisme, en particulier car il est pour eux le fruit du dirigisme et la volonté d'un État d'étendre son pouvoir. Guyot dénonce en particulier le colonialisme comme prolongement du « socialisme d'État ». Frédéric Bastiat a pour sa part dénoncé dans Ce qu'on voit et ce qu'on ne voit pas l'erreur économique à vouloir coloniser l'Algérie pour s'approprier ses ressources. Au Royaume-Uni, des libéraux comme Richard Cobden ou Herbert Spencer s'opposent vigoureusement à la politique d'expansion de l'Empire. Néanmoins, un libéral institutionnel comme Alexis de Tocqueville prit parti pour la colonisation de l'Algérie, s'opposant à la Chambre à Bastiat Guy Millière.
La question coloniale prend une importance centrale au XXe siècle. Lénine et l'Internationale communiste développent la thèse selon laquelle le colonialisme est le prolongement du capitalisme et s'y opposent à ce titre. Dans l'après-guerre, l’anticolonialisme est en liaison avec les mouvements indépendantistes dans les colonies. Ce nouvel anticolonialisme regroupe à la fois les mouvements d’extrême gauche, des intellectuels et une partie des catholiques.

### Durant le processus de décolonisation
Aimé Césaire a mené une carrière active d'homme politique, en lien étroit avec son engagement culturel qui le pousse à dénoncer les méfaits de la colonisation dans Cahier d'un retour au pays natal (1947), dans le Discours sur le colonialisme (1950) et à revendiquer la culture antillaise à travers la négritude. Il crée pour les Antilles l'expression génocide par remplacement qui sera reprise par la mouvance identitaire au XXIe siècle.
Frantz Fanon, dans Les Damnés de la terre, s'inscrit dans les luttes anticoloniales en entreprenant une justification de la violence de ces luttes, notamment en rapport avec le mouvement de libération algérienne, dont il est un fervent soutien.

## Dans l'empire britannique
Après la Première Guerre mondiale, la Grande-Bretagne chercha à consolider son empire colonial. Certains des territoires sont annexés à l'Australie, la Nouvelle-Zélande ainsi qu'au Canada. Le premier ministre britannique David Lloyd George envisageait de donner Terre-Neuve et les îles Malouines au gouvernement canadien, mais la plupart des Canadiens n'étaient pas intéressés en raison de la ferme volonté du Canada de maintenir la politique consistant à ne pas devenir une force colonisatrice dans le monde.